# Bossey
Bossey és un municipi francès situat al departament de l'Alta Savoia i a la regió d'Alvèrnia-Roine-Alps. L'any 2007 tenia 675 habitants.

## Demografia

### Població
El 2007 la població de fet de Bossey era de 675 persones. Hi havia 260 famílies de les quals 86 eren unipersonals (45 homes vivint sols i 41 dones vivint soles), 81 parelles sense fills, 81 parelles amb fills i 12 famílies monoparentals amb fills.
La població ha evolucionat segons el següent gràfic:
Habitants censats

### Habitatges
El 2007 hi havia 449 habitatges, 284 eren l'habitatge principal de la família, 125 eren segones residències i 41 estaven desocupats. 368 eren cases i 77 eren apartaments. Dels 284 habitatges principals, 209 estaven ocupats pels seus propietaris, 63 estaven llogats i ocupats pels llogaters i 12 estaven cedits a títol gratuït; 3 tenien una cambra, 20 en tenien dues, 42 en tenien tres, 53 en tenien quatre i 166 en tenien cinc o més. 256 habitatges disposaven pel capbaix d'una plaça de pàrquing. A 123 habitatges hi havia un automòbil i a 142 n'hi havia dos o més.

### Piràmide de població
La piràmide de població per edats i sexe el 2009 era:
| Homes | Edats   | Dones |
| ----- | ------- | ----- |
| 0     | 95 o +  | 0     |
| 0     | 90 a 94 | 0     |
| 0     | 85 a 89 | 4     |
| 0     | 80 a 84 | 4     |
| 12    | 75 a 79 | 12    |
| 4     | 70 a 74 | 12    |
| 12    | 65 a 69 | 8     |
| 16    | 60 a 64 | 20    |
| 20    | 55 a 59 | 12    |
| 16    | 50 a 54 | 24    |
| 24    | 45 a 49 | 28    |
| 12    | 40 a 44 | 20    |
| 12    | 35 a 39 | 28    |
| 20    | 30 a 34 | 24    |
| 16    | 25 a 29 | 20    |
| 8     | 20 a 24 | 16    |
| 28    | 15 a 19 | 8     |
| 24    | 10 a 14 | 4     |
| 16    | 5 a 9   | 8     |
| 12    | 0 a 4   | 8     |

## Economia
El 2007 la població en edat de treballar era de 461 persones, 366 eren actives i 95 eren inactives. De les 366 persones actives 341 estaven ocupades (177 homes i 164 dones) i 25 estaven aturades (13 homes i 12 dones). De les 95 persones inactives 18 estaven jubilades, 41 estaven estudiant i 36 estaven classificades com a «altres inactius».

### Ingressos
El 2009 a Bossey hi havia 253 unitats fiscals que integraven 545 persones, la mediana anual d'ingressos fiscals per persona era de 32.162 €.

### Activitats econòmiques
Dels 30 establiments que hi havia el 2007, 1 era d'una empresa extractiva, 4 d'empreses de construcció, 7 d'empreses de comerç i reparació d'automòbils, 4 d'empreses d'hostatgeria i restauració, 2 d'empreses immobiliàries, 6 d'empreses de serveis, 5 d'entitats de l'administració pública i 1 d'una empresa classificada com a «altres activitats de serveis».
Dels 9 establiments de servei als particulars que hi havia el 2009, 2 eren fusteries, 1 empresa de construcció, 3 restaurants i 3 agències immobiliàries.
Dels 3 establiments comercials que hi havia el 2009, 2 eren botigues de material esportiu i 1 un drogueria.
L'any 2000 a Bossey hi havia 4 explotacions agrícoles.

## Equipaments sanitaris i escolars
El 2009 hi havia una escola elemental.

## Poblacions més properes
El següent diagrama mostra les poblacions més properes.